# Lützow (1937)
Lützow (později také Petropavlovsk a Tallinn) byl nedokončený německý těžký křižník, který byl pátou a poslední stavěnou jednotkou třídy Admirál Hipper. Kýl lodi byl založen 2. srpna 1937 v loděnici Deschimag AG Weser v Brémách a na vodu byl trup lodi spuštěn 1. července 1939. V roce 1939 podepsala Třetí říše a Sovětský svaz pakt Ribbentrop–Molotov a jedním z projevů jejich užší spolupráce byl také odprodej rozestavěného křižníku Lützow.
Lützow, později přejmenovaný na Petropavlovsk, byl do Sovětského svazu odtažen v roce 1940 a to bez obou vnitřních hlavních dělových věží. Po vypuknutí druhé světové války byla loď přítomna na Baltu v Leningradu, na jehož obraně se v prvních dnech války podílela dělostřelbou. Dne 17. září 1941 ho zde potopily německé bombardéry, byl ovšem vyzdvižen a opraven – přesto však stále nedokončen. Od roku 1943 pak byla loď přejmenována na Tallin. Nedostavěný křižník byl nakonec v 50. letech sešrotován.